# Urumaco
Urumaco es un poblado del Estado Falcón, Venezuela. Es capital del municipio homónimo, y está ubicado a 75 km al oeste de Coro. Pueblo de criadores, agricultores y comerciantes. Según el último censo de población y vivienda de Venezuela para el 2011 es de 8349 habitantes (6033 hab. en la Parroquia Urumaco y 2316 hab. en la Parroquia Bruzual).

## Historia
Urumaco remonta su historia a la época prehispánica. En los primeros años de la colonia, el pueblo fue un hato; surgió como "pueblo de doctrina" luego de que los indígenas de la aldea "Catejuyare" fueran vendidos en encomienda. En 1774 el obispo Mariano Martí visita el lugar, dejando constancia de la existencia de un pequeño poblado; en su seno "una capilla pequeña de bahareque y techo de tabla y teja".
Urumaco tuvo sus años dorados cuando en su suelo se explotaba el petróleo a través del campo "El Mamón". Este yacimiento fue cerrado en 1932, obligando a sus pobladores a regresar a sus faenas habituales. Para 1984, fue colectada por primera vez en Venezuela los restos de un cocodrilo con cuernos (Acresuchus pachytemporalis) en la Formación Urumaco. En 1993 pasó a ser capital del Municipio Urumaco. Para 2018, se encontraron fósiles de un Urumacocnus urbanii, al noreste de la localidad, pertenecientes a la familia Megalonychidae resultando ser unos perezosos extintos. En 2022, fue inaugurado el Paseo Aura Rosa Castillo.

## Atractivos

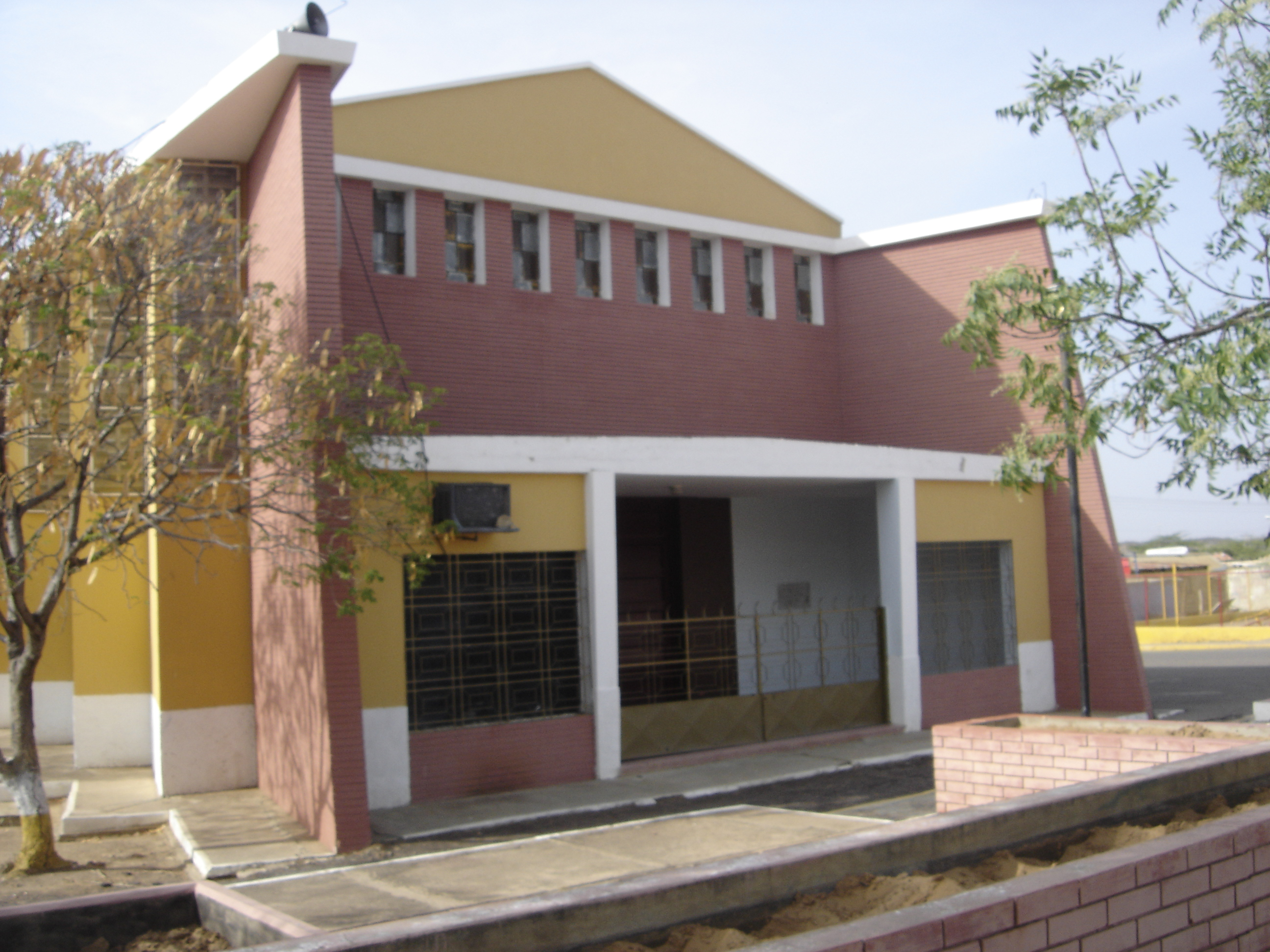
Iglesia de Urumaco.

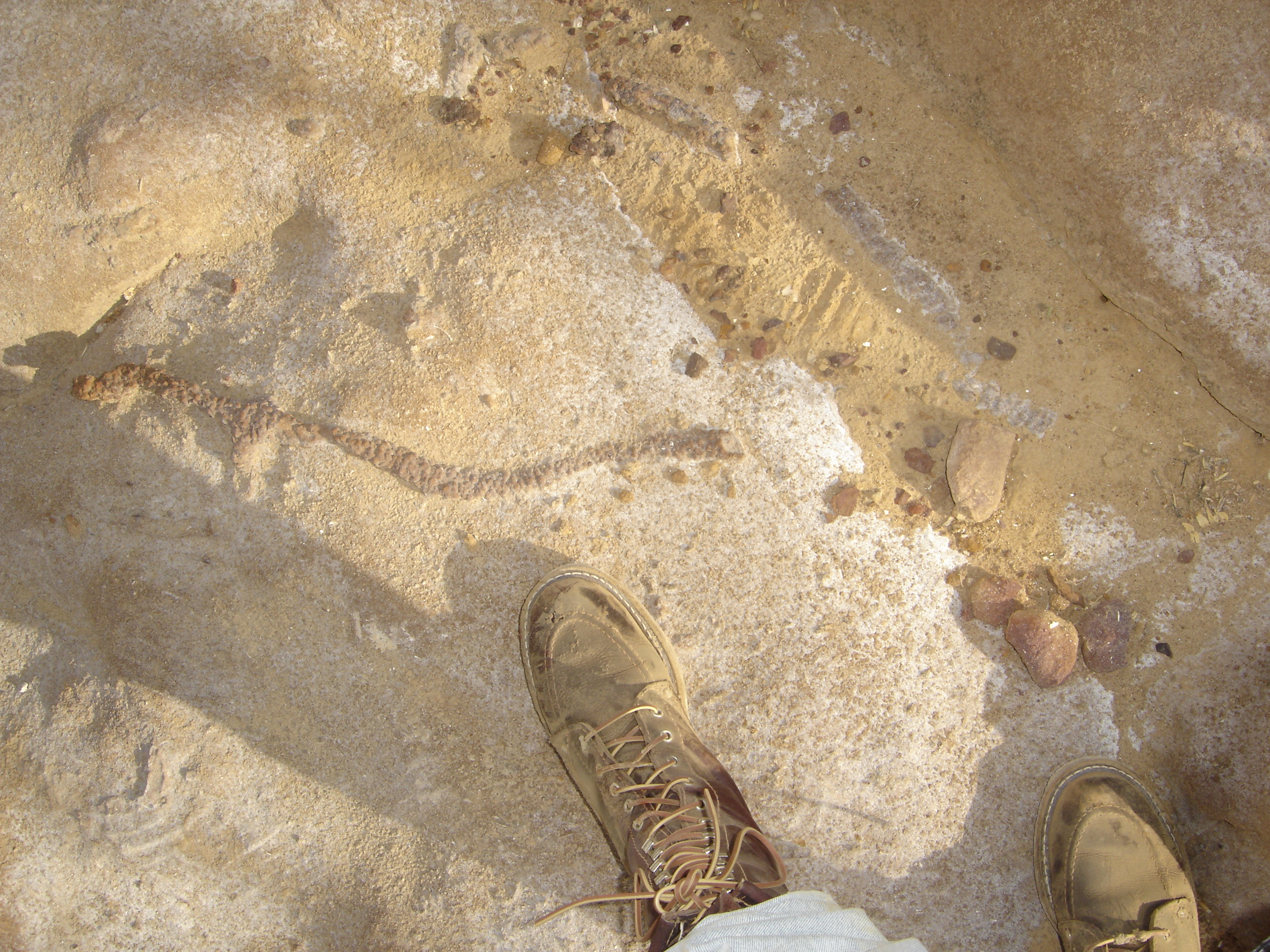
Traza fósil en Urumaco.

En sus tierras se encuentra el yacimiento paleontológico más rico de todo el norte de América del Sur. En la zona pueden observarse formaciones rocosas propias del mesozoico y cenozoico. Allí fueron encontrados los restos del segundo roedor más grande del mundo (Phoberomys pattersoni), y ejemplares que corresponden al orden de sirénidos, extintos hace millones de años.
Por otra parte, Josep María Cruxent, antropólogo catalán-venezolano, encontró allí los restos humanos más antiguos de Venezuela, según él datan de alrededor de 14 000 años antes de Cristo. Junto a estos fósiles humanos se encontraron diversos utensilios y, en las cercanías, interesantes petroglifos que dan cuenta de la forma de vida de estos lejanos antepasados.
En este poblado también son de interés la Casa de la Cultura, la iglesia de San Antonio de Padua, santo patrono de la localidad y el Museo Paleontológico.